# Albert Marie de Romé
Albert Marie de Romé, marquis de Vernouillet, seigneur de La Chapelle et d’Angerville, né le 11 juin 1730 à Verneuil (Yvelines), mort guillotiné le 15 novembre 1793 à Paris, est un général de brigade de la Révolution française.

## États de service
Cornette au régiment de La Rochefoucauld-cavalerie le 10 février 1743, Il est nommé capitaine le 20 octobre 1745, et il sert en Allemagne de 1757 à 1759. Il était chevalier de Malte sous le nom de Vernouillet. Lieutenant-colonel du régiment de volontaires liégeois le 12 juin 1759, il est réformé en 1762.Il est titulaire de la croix de chevalier de Saint-Louis.
Gouverneur de Château-Porcien, il est nommé brigadier d'infanterie le 1er mars 1780, il est promu maréchal de camp le 1er mars 1791. Le 7 mai 1792, il est employé en vertu du décret du 9 mars 1792, et il donne sa démission le 10 juin suivant. Commandant en chef de la garde nationale de Blois, il est accusé par le Comité de salut public de vouloir livrer la ville aux Vendéens. Arrêté et conduit à Paris, il est condamné à mort le 15 novembre 1793, en même temps que le général Houchard, Voyant la charrette prête à partir pour l'échafaud, il aurait demandé avec panache à y monter de suite afin de "s'épargner une nuit d'angoisse"  et fut guillotiné le soir même.

## Sources
- (en) « Generals Who Served in the French Army during the Period 1789 - 1814: Eberle to Exelmans »
- «  Albert Marie de Romé  sur roglo.eu »
- Joseph-François Michaud, Biographie moderne, ou Dictionnaire biographique, de tous les hommes morts et vivants qui ont marqué à la fin du XVIIIe siècle, tome 4, Leipzig, Paul, Jacques Besson, 1807, 1294 p. (lire en ligne), p. 204.
- Étienne Psaume, Biographie moderne, ou galerie historique, civile, militaire, Littéraire et judiciaire, Paris librairie Eymery, 1816, p. 198.
- Georges Six, Dictionnaire biographique des généraux & amiraux français de la Révolution et de l'Empire (1792-1814), Paris : Librairie G. Saffroy, 1934, 2 vol., p. 386